# 南乃花
南乃花（なのは、1985年2月15日 - ）は、日本のグラビアアイドル・タレント。福岡県出身である。

## 出演

### テレビ
- 志村&鶴瓶のあぶない交遊録12（2009年1月2日、テレビ朝日）
- ジャンクSPORTS（2009年1月18日、フジテレビ）
- Pパラダイス 福岡 RKB （中島愛…なかしまめぐみ として出演）

## 作品

### DVD
- EIGHT 南乃花主演[2]（2008年11月22日、レイフル）
- SEE-THROUGH 南乃花主演[2]（2009年2月28日、レイフル）
- EIGHT 南乃花主演[2] Vol. 2（2009年4月18日、レイフル）
- EIGHT 南乃花主演[2] Vol. 3（2009年6月20日、レイフル）
- GOKUERO 南乃花主演[2]（2009年10月18日、レイフル）
- GOKUERO〜面接〜　南乃花主演[2]（2009年12月20日、レイフル）
- pg/南乃花主演[2]（2010年3月25日、ターンテーブル）
- Super Cyclone（2010年9月16日、マーレー）
- ヌレ桃っ!　南乃花主演[2]（2013年7月20日、スパークビジョン）
- ぬれ桃っ! 限界ギリギリ、透け透け　南乃花主演（2012年10月19日、プラスオーアール）
- 桃プリッ! 制服で一人遊び!!（2012年11月22日、プラスオーアール） - 他出演：星川そら、夏野羽美、雨月なこ、柊小春
- ぬれ桃! 過激露出×拘束　南乃花主演（2012年12月21日、プラスオーアール）
- ぬれ桃! 南乃花とデートしよ! 〜Blu-ray〜　南乃花主演（2013年3月26日、プラスオーアール）
- ぬれ桃7! あなたの願いをかなえてあげる!　南乃花主演（2013年5月1日、プラスオーアール）
- ぬれ桃! はじめてのレズキス!!　南乃花主演（2013年8月9日、プラスオーアール）
- ぬれ桃! 南乃花のカタチ　南乃花主演（2013年10月18日、プラスオーアール）
- ぬれ桃! 南乃花の穴　南乃花主演（2013年12月25日、プラスオーアール）
- 桃プリッ！制服黒タイチュ！！　南乃花主演（2014年2月21日、プラスオーアール） - 他出演：星川そら
- おとなのかたち 南乃花主演（2014年4月28日、QQ's）
- おとなのかたち 南乃花主演 〜ふたりきりのギリギリ旅行〜（2014年7月28日、QQ's）
- ぬれ桃！ 南乃花主演（2016年1月8日、プラスオーアール）
- ぬれ桃！ 南乃花主演（2016年3月26日、プラスオーアール）
- ぬれ桃！ 南乃花主演（2016年8月26日、プラスオーアール）
- ぬれ桃！過激露出×拘束 南乃花主演 BD（2017年5月15日、プラスオーアール）
- ぬれ桃7！あなたの願いをかなえてあげる！南乃花主演 BD（2017年11月26日、プラスオーアール）